# Anneli Mäkelä
Anneli Tony Mäkelä, född 5 augusti 1941 i Helsingfors, är en finländsk dramaturg och teaterchef. 
Mäkelä genomgick Svenska teaterskolan 1962–1966, blev humanistisk kandidat 1970 och studerade därefter för Antoine Vitez i Paris. Hon har arbetat både som skådespelare och sedermera som regissör på flera teatrar i hemlandet och utomlands. Hon har gjort en förnämlig insats för barn- och ungdomskulturen, främst som chef för Skolteatern-Unga teatern 1986–1998 och därefter som chef för barn- och ungdomsteatern vid Helsingfors stadsteater. Under sin tid på Unga teatern bjöd hon på en mångsidig repertoar med konstnärlig flykt, rik symbolvärld och poesi; hon insåg sagovärldens stora betydelse för utvecklingen av barns fantasi och personlighet. Hon dramatiserade och regisserade en stor mängd sagor, till exempel succéerna Momo, Nalle Puh, Flodhästen och andra hästar, Pelle Svanslös, Lille prinsen, Det osynliga barnet, Barnkammarén. 
Under Mäkeläs ledning lyckades Unga teatern skaffa sig en parallellscen, Dianascenen vid Skillnaden, som komplement till Lillklobb i Esbo. På Helsingfors stadsteater regisserade hon 2004 Jean Claude Grumbergs pjäs Ateljén, som belyser människoöden i en syateljé i Paris åren 1945–1952. 